# Elisabeth Guang
Zhili Guang Elisabeth Liu (født 3. oktober 2001) er en dansk model og klassisk pianist med rødder fra Kina. I 2007 begyndte hun at spille klaver. I 2010 begyndte hun at deltage i danske og internationale klaverkonkurrencer. Som 10-årig optrådte hun som solist med Aarhus Symfoniorkester. Hun deltog i TV2-programmet "Danmark Har Talent" 2019 og nåede til finalen. Hun har tidligere deltaget i bl.a. DR2's "Spil for Livet". 

## Tidlige liv
Elisabeth blev født den 3. oktober 2001 på Skejby Sygehus. Hun blev født ind i en familie med to læger som forældre og en bror, der også spillede klaver. Da hun blev gammel nok, blev hun sendt i en kinesisk skole for at gøre hende i flydende i sproget. På den måde blev hun i en tidlig alder multisproget. Hun taler flydende kinesisk, dansk, engelsk og tysk. Desuden gik hun på folkeskolen Hasle Skole i Århus. Hun blev student i 2020 fra Aarhus Katedralskole og MGK-Ø. 

## Livet som pianist
Da Elisabeth blev 5 år, begyndte hun at spille klaver. Hun begyndte at tage det til et mere professionelt niveau i en tidlig alder, da hun som 8-årig deltog i Steinway Piano Festival, hvor hun fik en placering i top 3. I 2018 vandt hun 2. pris i Steinway Piano Festival og 1. plads i Berlinske Tidendes Klassiske Klaverkonkurrence. Hun har bl.a. spillet koncert for den kinesiske præsident fra Harbin, den danske borgmester Jacob Bundsgaard og mange flere. I 2017 søgte hun om, at komme ind på MGK, som er et musikalsk grundkursus for unge, der senere ønsker at søge ind på konservatoriet. Her kom hun ind, og selv samme år, kom hun også ind på Aarhus Katedralskole, hvor musikken fyldte mere og mere. Hun spillede til flere morgensamlinger, koncerter og musikcaféer, og der gik ikke længe, før hele skolen fik kendskab til hendes talent. Da hun gik i 3.g spillede hun til vicerektorens afskedsreception. I 2019 blev hun optaget til at deltage i Aarhus International Piano Competition som er en af de største klaverkonkurrencer i hele verden. Til denne konkurrence blev hun af nogle talentspejdere opdaget og blev spurgt, om ikke hun  deltage i TV2's talentkonkurrence Danmark har talent, og her blev hun først kendt i landet. Hun scorede fire ja'er, og kort tid efter endte hun i liveshows. Hun gik direkte videre fra semifinalen til finalen med flest seer stemmer. På trods af de tidligere præstationer tabte hun finalen til en motocrosskører. I 2020 vandt hun guld i Unge Spiller Klassisk. 